# 哈尔沃·比尔克
哈尔沃·比尔克（丹麥語：Halvor Birch，1885年2月21日—1962年7月5日），丹麦男子竞技体操运动员。他曾代表丹麦获得1912年夏季奥运会体操比赛男子团体自由式铜牌。他也参加了1906年届间运动会，获得一枚银牌。